# 1863 au Nouveau-Brunswick
Chronologie du Nouveau-Brunswick
- 1859
- 1860
- 1861
- 1862
- 1863
- 1864
- 1865
- 1866
- 1867

Cette page concerne des événements survenus en 1863 dans la colonie du Nouveau-Brunswick.

## Événements
- Isaac Woodward succède à Thomas McAvity au poste du maire de Saint-Jean.

## Naissances
- 4 octobre : Peter Veniot, premier ministre du Nouveau-Brunswick.
- 22 novembre : Thomas Bell, député.